# Евіденцбюро

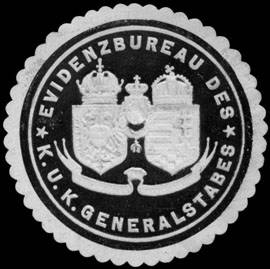
Печатка Евіденцбюро

Евіденцбюро (нім. Evidenzbüro / Evidenzbureau, угор. Nyilvántartó Iroda) — головне управління військової розвідки Австрійської імперії, пізніше Австро-Угорщини, розвідувальне бюро, підконтрольне Генеральному штабу Збройних сил Австро-Угорщини. Штаб–квартира у Відні (Австрія). Перша в історії військова розвідувальна служба. Цей термін досі використовується в Австрії як позначення розвідувальної служби.

## Назва
На думку деяких експертів, оригінальна німецька назва походить від нім. etwas evidenz halten, що означає «мати деякі докази», а з угорської evidenciában tartani, figyelemmel lenni valamire в перекладі записувати, звертати увагу на щось. Тобто ця інституція збирала для монархії такі значущі у військовому відношенні дані, які необхідно було контролювати та «вести на облік».
Незважаючи на це пояснення, ця назва насправді є прикриттям, яке служило для приховування розвідувальної діяльності, оскільки це ім'я також використовувалося кількома іншими центральними установами та судами Відня для позначення власних записів. Цікаво, що угорський варіант назви «перевернувся» в тогочасній угорській військовій мові й отримав нове значення, тобто слово угор. nyilvántartani («реєстр») почали вживати у значенні «розвідка, шпигунство» та «обробка» в розумінні інтелекту.

## Завдання
- контроль діяльності іноземних держав;
- збір інформації політичного та військового характеру;
- перехоплення, розшифрування радіоповідомлень противника;
- виявлення та викриття іноземних шпигунів в середині монархії;

Працівники бюро щодня звітували Начальнику Генерального штабу ЗС Австро-Угорщини, а Верховному головнокомандувачу (імператору) раз на тиждень. Начальник Генерального штабу оцінював дані звітів і доповідав імператору та Військовому міністру.

## Історія
До кінця XVIII століття розвідувалині бюро створювалися при штабах вищого військового командування тільки у воєнний час. Вони працювали під керівництвом офіцерів штабу генерал генерал-квартирмейстера (з 1865 р. назване Генеральним штабом), також існуючого лише у воєнний час. Розвідкою займалися дипломати. Внаслідок того, що офіцери і солдати дуже часто переходили з однієї армії в іншу, становище іноземних армія не становило таємниці. Великі піші походи військ створювали сприятливі умови для видобутку військовою розвідкою відомостей про супротивника. Крім того, служба розвідки значною мірою спрощувалась завдяки однорідності військ також битви відбувалися в дусі лінійної війни того часу, відкрито маршируючі армії зіткнулися зі своїми супротивниками на відносно легкому для огляду полі бою.
Під час наполеонівських війн стало очевидним, що колишня лінійна тактика застаріла. Ситуація змінилася. Війська поступово поділялися на групи, корпуси, що об'єднувалися лише на полі битви. Це значно підвищило вимоги до розвідувального апарату. Розвідувальні органи були поставлені перед необхідністю підбору ще в мирний час здібних і цілком надійних людей та підготовки їх для розвідувальної роботи на майбутніх театрах воєнних дій.
Граф Йозеф Радецький, один із найвидатніших генералів того часу в Австрійській імперії, першим визнав важливість організованої військової розвідки. У той час у Відні було створено так званий «нім. Evidenzhaltungs Abteilung», куди командири армій, відправлених на війну, передавали зібрану інформацію про ворога. Близько 1812 року австрійське військове міністерство вже витрачало майже 100 000 форинтів на рік на цілі єдино керованої шпигунської служби.
У 1840-х роках генерал-лейтенант Гесс, тодішній начальник Генерального штабу, назавжди передав цю так звану в перекладі «групу реєстрації» під юрисдикцію Генерального штабу. Відтепер навіть у мирний час офіцерам довіряли їздити по чужих країнах і приносити вісті. Ці солдати діяли разом з дипломатичними установами, які діяли у відповідній країні.
Управління військової розвідки «Евіденцбюро» було засноване в 1850 році як перша військова розвідувальна служба в світі, Евіденцбюро активно діяло під час Австро-італо-французької війни 1859 року та Австро-прусської війни 1866 року. Евіденцбюро було штатним підрозділом Військового міністерства Австро-Угорщини. Штаб-квартира знаходилася в будівлі Військового міністерства у Відні на вулиці Штубенрінг, 1.
У 1864 р. апарат австрійського розвідувального бюро мав у своєму складі вже 13 офіцерів та 1 унтер-офіцера.
31 жовтня 1918 полковник Максиміліан Ронге скликав до Мюнхена всіх начальників відділів і оголошсив їм про фактичний розпуск Евіденцбюро. Офіційно Евіденцбюро було ліквідоване 12 липня 1919 року ліквідаційною діловодною службою у зв'язку з розпадом Австро-Угорщини.

## Діяльність
У 1864 р. під час війни з Данією розвідувальне бюро, організоване при 6-му армійському корпусі, мало так мало роботи, що його керівник капітан Вільгельм фон Грюндорф прийняв на себе ще велику нагородну справу.
Розвідування Пруссії було розпочато у березні 1866 р. Його вели окружні інстанції у Богемії, Моравії та Сілезії, командування фортеці Йозефштадт, тимчасове окружне командування Троттау та місцеве генерал-командування у Моравії. На той час особливо виділився австрійський генеральний консул фон Грюкнер у Лейпцигу, який і після залишення своєї посади у зв'язку з вторгненням пруссаків на територію Австрійської імперії тримав зв'язок з таємними агентами.
У створеній 15 травня 1866 р. головній штаб-квартирі північної армії розвідслужбою керував підполковник Карл фон Тегетгофф так добре, що за словами знавця цієї війни генерала Фон Штейніца, операції були подібні до гри з відкритими картами, тоді як пруссаки сильно в цьому відстали. Також добре працювала служба розвідки проти Італії.
З середини листопада 1866 р. у роботі розвідувальної служби настало затишшя. Зв'язок із громадянською владою був повністю втрачений. Тільки з часу франко-німецької війни 1870–1871 рр. розвідувальна служба набула деякої стійкості.
У 1872 р. було скасовано ведення військової розвідки у мирний час. Введення загальної військової повинності майже в усіх європейських державах, скорочення термінів мобілізації, розвиток і поліпшення залізничної мережі, які прискорювали зосередження військ на кордоні — ссе це вимагало ведення розвідки ще в мирний час, бо інакше навряд чи розвідувальна служба могла своєчасно створити настільки необхідну під час війни агентурну мережу країни противника. Спостереження за державами передбачалося передати, головним чином, військовим аташе, інститут яких помалу вводився при посольствах і представництвах усіх держав. За існуючої тоді порівняльної простоти військової справи для майстерного військового аташе було неважко виконувати ці завдання. Таким шляхом розвідувальне бюро отримало через військового аташе італійську мобілізаційну інструкцію, щорічні звіти російського військового міністра цареві, матеріали про організацію російської армії у воєнний час та інші допоміжні документи. Здібні та досвідчені військові аташе довго залишалися на своїх місцях. Так, наприклад, військовий аташе в Петербурзі Едуард Клепш пробув на цій посаді 25 років (1875–1900).
Починаючи з 1877 р., ірредентистські прагнення в південному Тіролі, що живилися Італією, змусили військові інстанції посилити розвідку. У цьому плані розвідувальному відділенню військового командування в Інсбруку допомагали прикордонні поліцейські відділення, трієнська поліція, окремі жандармські пости та найближчі консульства. Було розпочато систематичне розвідування італійських укріплень на тірольському кордоні. В 1908 р. фортифікаційне розвідувальне бюро військово-технічного комітету було включено до складу Евіденцбюро Генерального штабу. Головне командування в Сараєві прийняло на себе розвідувальні обов'язки, які раніше виконували місцеве генеральне консульство.
З початку 1870–х рр. Російська імперія стала приділяти підвищену увагу до Галичини. Вперше розвідувальне бюро Генерального штабу розпочало боротьбу з розвідкою сусідів. Після окупації Австро-Угорщиною Боснії і Герцоговини «натягнуті» стосунки посилилися. Все виразніше вимальовувалася загроза війни, і з 1882 р. австрійські представництва у Російській імперії переключилися на енергійну роботу по розвідці. Вони виявляли настільки велику старанність, що одному з них — консулу в Москві, Стефану Буріану фон Раєну (згодом Міністр закордонних справ Австро-Угорщини) — довелося запропонувати дещо послабити його розвідувальну діяльність.
За керівництва бюро полковника Гуго фон Білімека (1882–1886) та полковника Едмунда Майєра фон Марнегга (1886—1892) розвідувальна служба швидко розвинулася. Вже з 1885 р. у розвідувальному бюро Генерального штабу довелося створити спеціальну групу, яка керувала розвідуванням Росії за сприяння розвідувальних відділень штабів I та II корпусів у Кракові та Львові, а з 1889 р. — і в X-му корпусі у Перемишлі. Через 4 роки було затверджено тимчасове «Повчання щодо ведення Військової розвідки у мирний час». Це повчання стосувалося виключно розвідки проти Росії та узаконило її ведення у мирний час. На цю справу щороку відпускалося 60 000 гульденів, що дало змогу утримувати в Росії близько сотні таємних агентів.

З того часу розпочалася боротьба між розвідувальними органами обох держав. Вже 1889 р. у Галичині був засуджений перший російський шпигун. Інший, австрійський дезертир Венцель Марек, енергійно зайнявся крадіжками та пограбуваннями військових канцелярій. В 1887 р. йому до рук потрапили плани фортеці Перемишль, які він передав до Варшави. Не знаючи про добрі стосунки, що зав'язалися між Евіденцбюро і начальником німецької розвідки майором фон Беккером, Марек дозволив у 1890 р. органам австрійської розвідки залучити себе на німецьку територію, де він і був арештований і виданий. Росіяни негайно взяли реванш. Їм допомогла та обставина, що австрійські агенти працювали групами. 
«Це була велика помилка нашої розвідслужби, бо арешт одного агента, особливо начальника групи, тягнув за собою решту. Таким чином, через Марека постраждали 28 людей нашої агентурної групи Київ — Житомир — Волочиськ, а також деякі агенти у Варшаві, серед останніх — один дуже цінний.»
— згадував у своїй книзі «Розвідка і контррозвідка» тодішній керівник Евіденцбюро полковник Максиміліан Ронге.
У наступні роки ніщо не завадило бюро бути блискуче поінформованим про Росію. Підтримка військово-уповноваженого в Петербурзі і особливо завдяки одночасно з ним призначеному військовому аташе штабс-капітану Ервіну Мюллеру. Були здобуті навіть плани російського розгортання, і навіть секретні одноверстові карти. Австро-Угорщина поглибила спільну роботу з німцями та налагодити обмін секретними даними про Росію.
Це був час найвищого розквіту австро-угорського розвідувального бюро, що тривав до 1903 р. Кілька офіцерів було послано як таємні агенти до Італії. У Белграді працював майор генштабу Євген Гордличка. Консули Юліус Піско (Яніна, Ускюб, Салоніки), Гектор де Роза (Ніш), Альфред фен Раппапорт (Призрен) та консульський чиновник Адольф фон Замбаур (Ускюб) чудово висвітлювали Балкани. Новостворені розвідувальні пункти в Темешварі (1889), а також при командуванні військового порту в Каттаро (1898) доповнювали розвідку, спрямовану проти Сербії та Чорногорії.
Надалі, коли в 1903 р. Мюрцштегерська угода, здавалося, призвела до зближення з Росією, і коли через рік війна з Японією повністю поглинула увагу царської імперії, новий начальник розвідувального бюро підполковник Гордличка (1903—1909 рр.) вважав за можливе знехтувати розвідкою проти Росії. В цьому ж році Евіденцбюро дізналося, що військовий прокурор ландвера, підполковник Зігмунд Гекайло займається шпигунством на користь Росії. Іншою ознакою безперечної шпигунської діяльності росіян був напад того ж року на штаб кавдивізії в Станіславові. Було викрадено мобілізаційну інструкцію та шифр мирного часу. Підозра впала на розжалованого командира взводу Антона Боднара, який переховувався у Нью-Йорку. Також росіянам вдалося завербувати полковника Альфреда Редля, офіцера Генерального штабу. Його викриття у травні 1913 року призвело до гострої політичної та військової кризи в Австро-Угорщині напередодні Першої світової війни.
Станом на 1906 р. розвідувальна мережа у Росії складалася лише з двох агентів Евіденцбюро.
Для збору та оцінки інформації, що надходить, у штабі працювало 15 офіцерів (на 1907 рік).

## Структура
Підрозділи:
- Контррозвідка (служба контррозвідки координувала свою роботу з поліцією, проводила спостереження та арешт підозрюваних та шпигунів, спійманих на території монархії);
- Kundschaftsbüro (структурний підрозділ, який здійснював контроль за іноземними державами);
- Агентурний відділ (суворо засекречений підрозділ, який поряд зі збором інформації займався шифруванням і дешифруванням і мав спеціально створену для цього лабораторію);
- Окружні відділи.

У 1907 році Розвідувальне бюро налічувало 9 штабних та 5 військових офіцерів, які були розподілені у шість відділів: 
- Російський;
- Італійський;
- Балканський;
- Німецький;
- Французький;
- Англійський.

Пізніше до основних відділів були найняті ще 15 офіцерів, які здійснювали розвідувальну роботу в окружних відділах: 
- Інсбрук і Грац (проти Італії);
- Тімішоара, Сараєво, Задар, Загреб (проти Сербії);
- Краків, Львів, Перемишль (проти Росії).

Станом на 1918 рік, в Евіденцбюро під керівництвом Максиміліана Ронге та секретній службі, відповідальній за внутрішні справи, поліції працювало 300 офіцерів, 50 державних службовців, 400 агентів поліції, 600 солдатів і 600 шпигунів.

## Керівництво
Керівники:
- 1850—1864: майор Антон фон Калік;
- 1864—1866: полковник Георг фон Кес;
- 1866—1869: полковник Йосиф Пелікан фон Плауенвальд;
- 1869—1870: підполковник Франц Вейхард;
- 1870—1871: полковник Людвіг Едель фон Корнаро;
- 1871—1876: полковник Рудольф Ріттер фон Гоффенген;
- 1876—1879: полковник Адольф Ріттер фон Леддін;
- 1879—1882: полковник Карл Фрайхер фон Ріш;
- 1882—1886: полковник Гуго фон Білімек-Вайссольм;
- 1886—1892: полковник Едмунд Ріттер Майєр фон Валлерштейн унд Марнегг;[2]
- 1892—1896: підполковник Еміль Войнович;
- 1896—1898: підполковник Дезидерій Колосварі де Колосвар;
- 1898—1903: полковник Артур Гізль фон Гіслінген;
- 1903—1909: полковник Євген Гордличка;
- 1909—1914: полковник Август Урбанський фон Остримєч;
- 1914—1917: полковник Оскар фон Хранілович-Цветассін;
- 1917—1919: полковник Максиміліан Ронге

Заступники керівника:
- 1908—1912: полковник Альфред Редль.

## Цікаві факти
У приватному детективі американського письменника Рекса Стаута «Ніро Вульф» описується, що головний герой Вульф, за походженням чорногорець, працював агентом Евіденцбюро у роки зростання напруженості на Балканах, що призвело до початку Першої світової війни.